# Monestier-Merlines
Monestier-Merlines is een gemeente in het Franse departement Corrèze (regio Nouvelle-Aquitaine) en telt 342 inwoners (1999). De plaats maakt deel uit van het arrondissement Ussel.

## Geografie
De oppervlakte van Monestier-Merlines bedraagt 9,5 km², de bevolkingsdichtheid is 36,0 inwoners per km².
De onderstaande kaart toont de ligging van Monestier-Merlines met de belangrijkste infrastructuur en aangrenzende gemeenten.

## Demografie
Onderstaande figuur toont het verloop van het inwonertal (bron: INSEE-tellingen).